# Carro Sacrificale di Strettweg

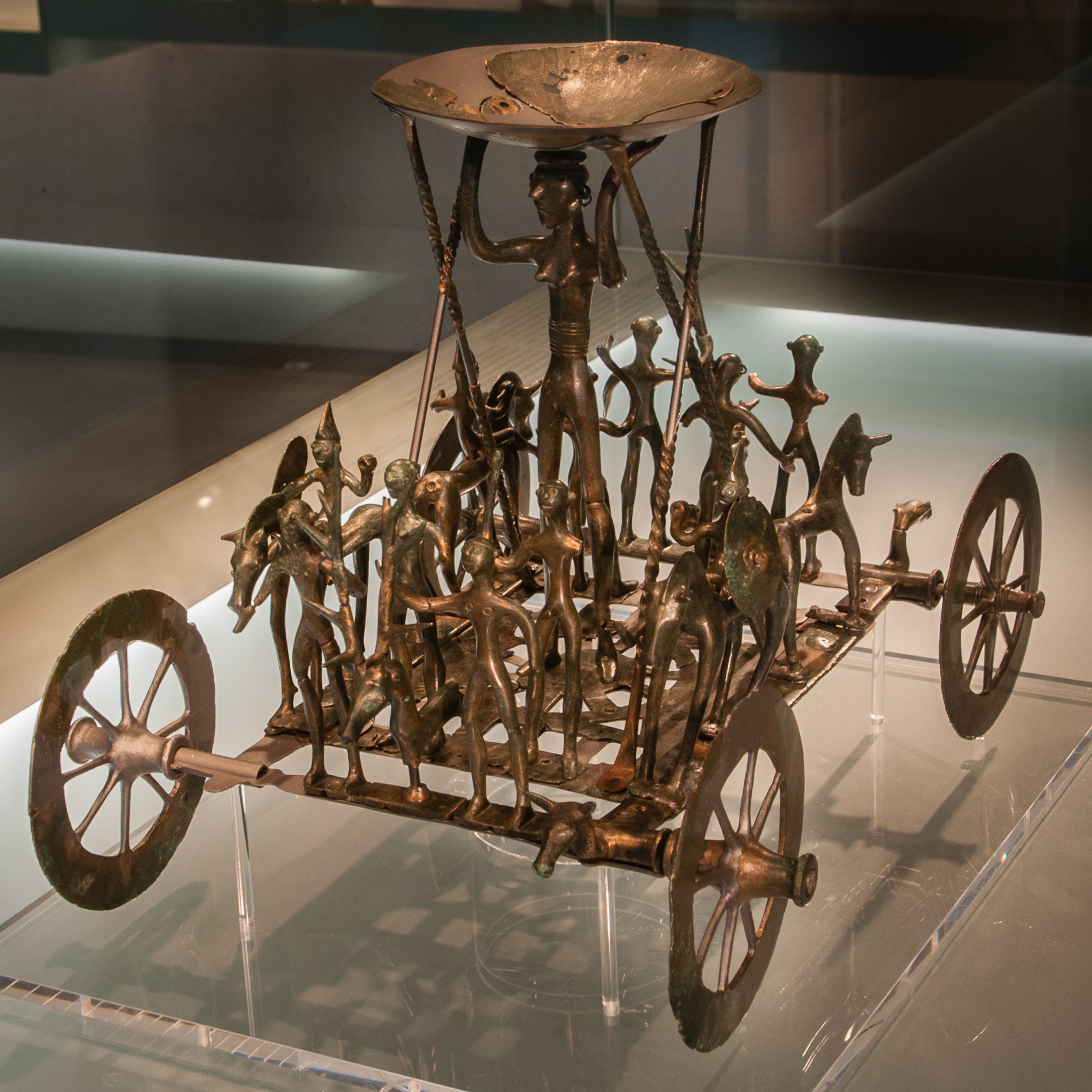
Il Carro Sacrificale

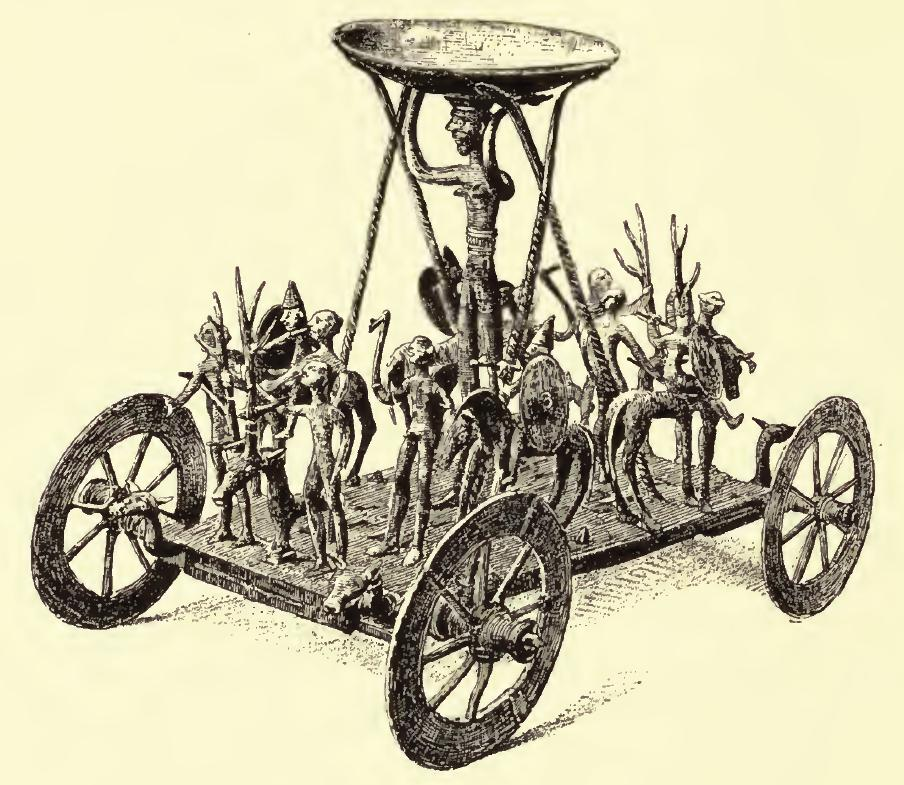
Il Carro Sacrificale in un disegno del 1886

Il Carro Sacrificale di Strettweg è un manufatto in bronzo, realizzato per scopi religiosi, nel 600 a.C. circa. Venne trovato in una tomba principesca risalente alla cultura di Hallstatt presso Strettweg vicino a Judenburg, in Austria nel 1851. Oltre al carro, vennero rinvenuti altri corredi funerari, come gioielli, anfore di bronzo, armi di ferro e finimenti per cavalli.
Il carro è costituito da una piastra di base quadrata traforata con quattro ruote a raggi. Al centro si erge una figura femminile di circa 32 cm di altezza che allunga le mani sostenendo la base di una grande ciotola con alti supporti a forma di X. L'analisi degli esperti ha concluso che non è possibile dimostrare in modo certo che la ciotola facesse originariamente parte del carro di culto e che potrebbe anche essere un'aggiunta successiva. Il carro comprende inoltre numerose figure umane, sia in piedi che a cavallo, oltre ad animali simili a cervi e cavalli. La scena è stata interpretata come un sacrificio. Il carro presumibilmente fungeva da oggetto di culto per il consumo di una libagione.
Il carro è stato restaurato nel 2009 ed è esposto nell'Universalmuseum Joanneum del Castello Eggenberg a Graz. Una copia è esposta nel museo di Judenburg.
Secondo Marjeta Šašel-Kos (2000), «Una dea cervo simile ad Artemide deve aver svolto un ruolo importante nel Norico preceltico, come indicato dal carro di culto di Strettweg, del 600 a.C. circa, che rappresenta una dea (o la sua sacerdotessa) che ricevette in sacrificio un cervo, cioè una specie di "Grande Dea della Natura"».

## Galleria d'immagini

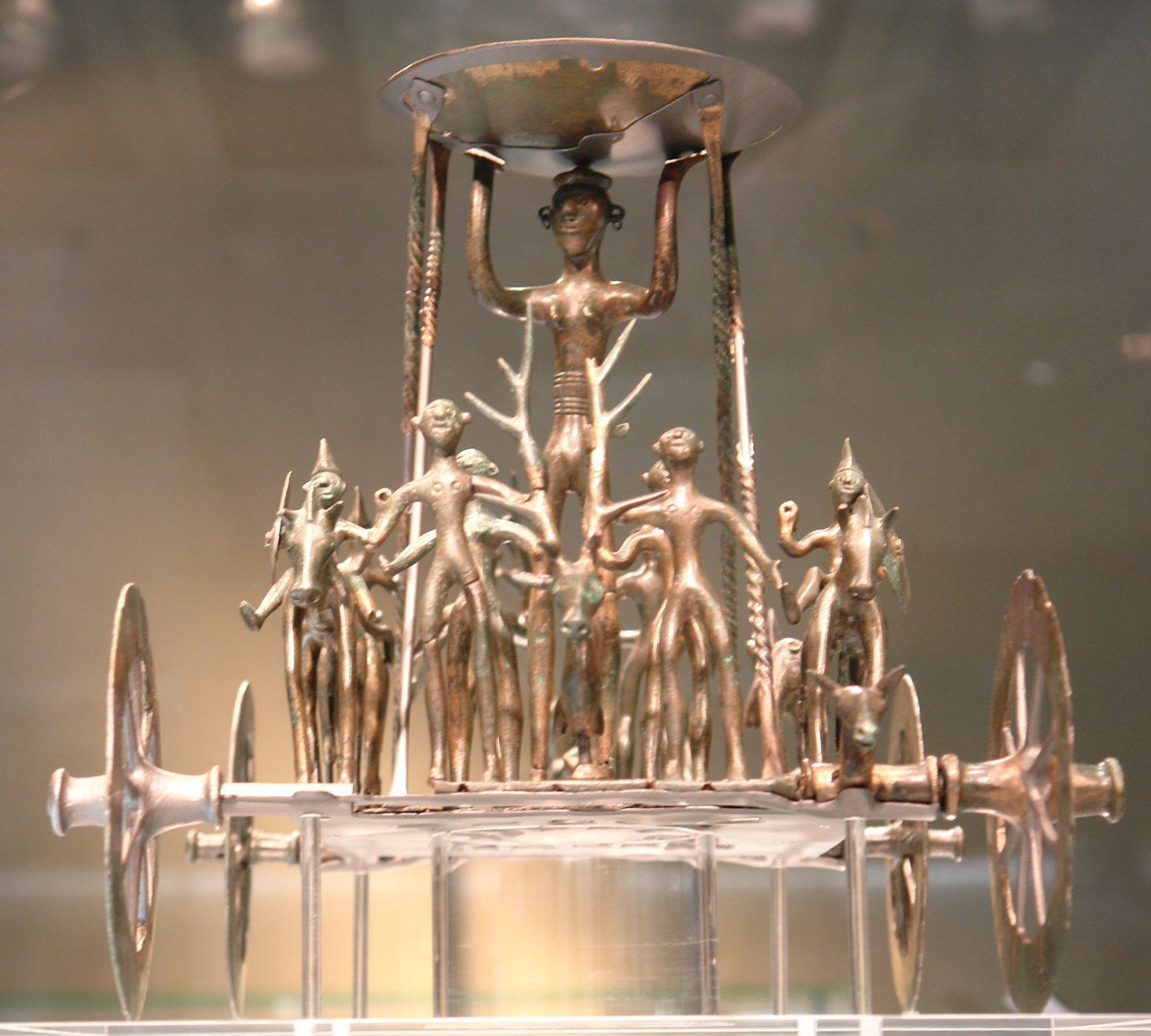
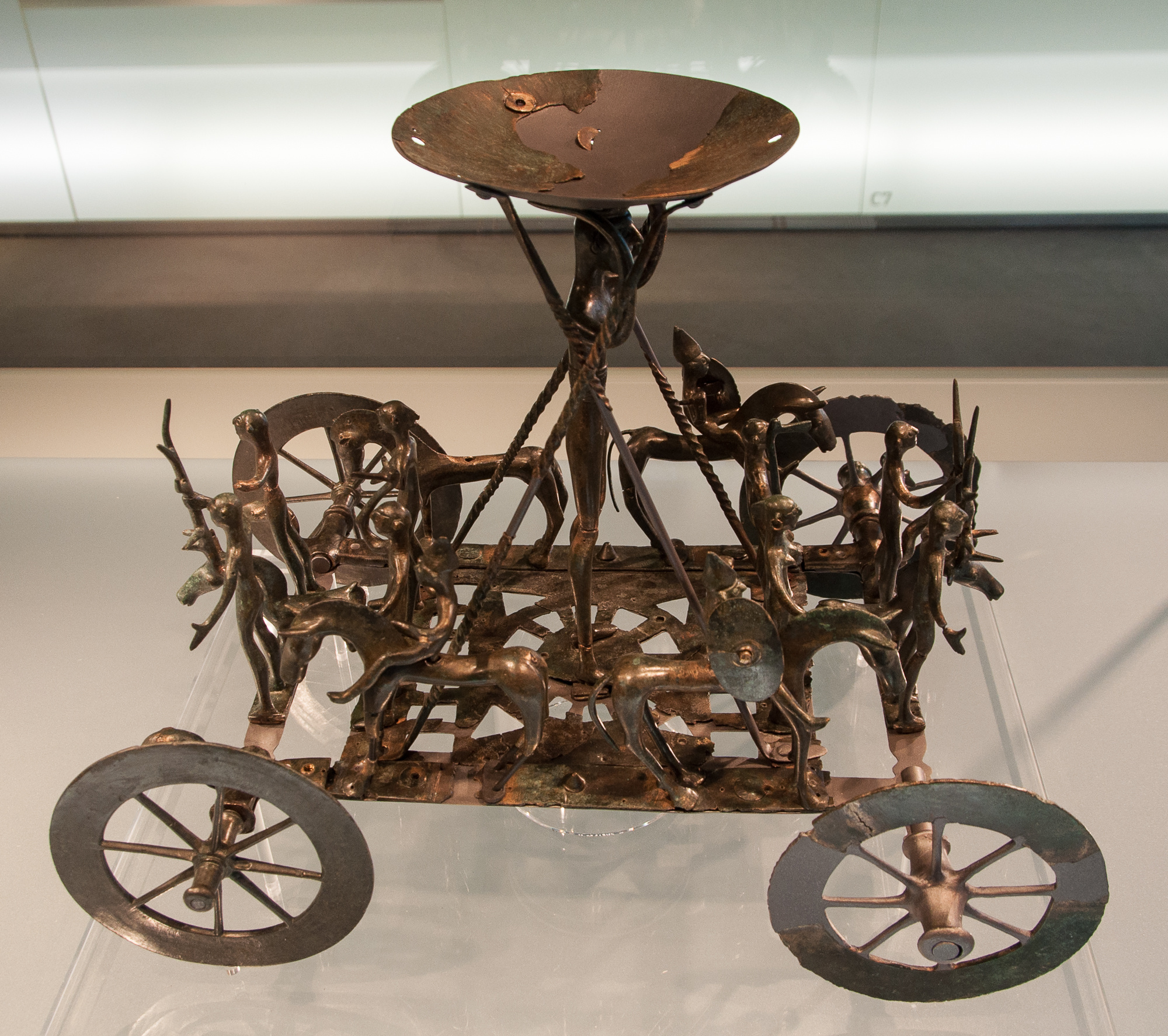
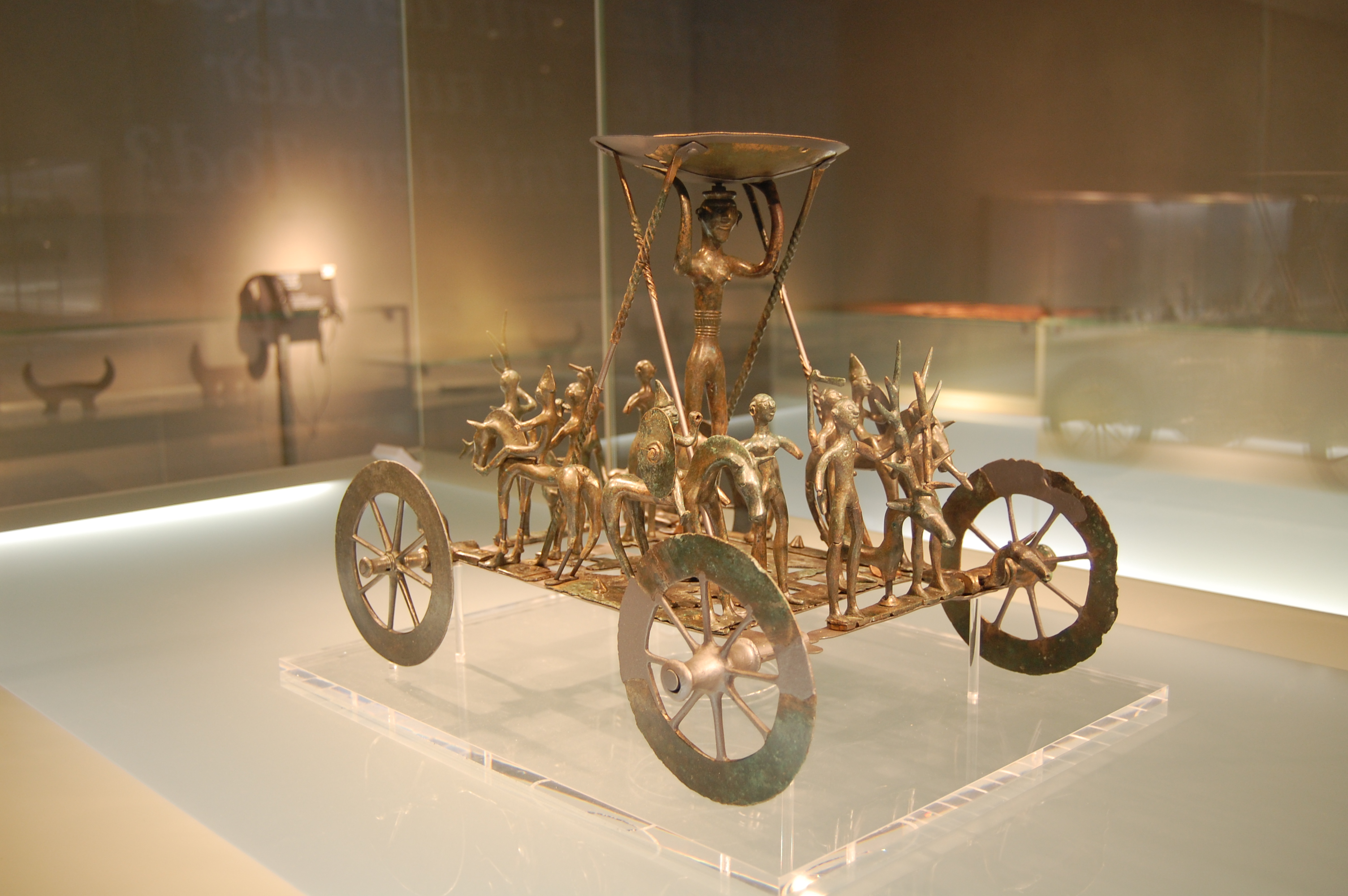